# Tugi
Tugi est un village du Cameroun situé dans l’arrondissement (commune) de Mbengwi, dans le département de Momo et dans la Région du Nord-Ouest.

## Population
Lors du recensement de 2005, on a dénombré 3 471 habitants à Tugi, dont 1 648 hommes et 1 823 femmes.
Une étude locale de 2011 a évalué la population à 2 501 personnes.